# 恋をしたのは
「恋をしたのは」（こいをしたのは）は、aikoの楽曲。2016年9月21日に36作目のシングルとしてポニーキャニオンから発売された。

## 解説
- 前作「もっと」からアルバム『May Dream』をはさんで6ヵ月半ぶりのシングル作品。
- 表題曲はアニメーション映画『映画 聲の形』主題歌[2][3]。aikoは元々『聲の形』の原作漫画のファンであると公言しており[3][4][5]、主題歌担当になったことについて「とても嬉しいのと同時にこの映画のそばにずっといられる歌をうたいたい!と強く思いました。」としたうえで、「うわぁああぁーーーーーーーー!!!!! やったーーーーーーーーーーー!!!!! すいません・・・取り乱してしもて。。。」などと喜びのコメントをしている[4]。シングルリリース後の2016年9月28日には、本曲を使用した『映画 聲の形』の「主題歌PV」がYouTubeで公開された[6]。
- シングルには表題曲のほか、カップリング曲として「夏バテ」「微熱」の新曲2曲が収録[7][8]。
- 初回限定仕様盤はカラートレイ、8ページブックレット仕様[5][7][8][9]。
- また、購入者に先着順で非売品のポスターがプレゼントされる企画も行われた[9]。

## 収録曲
| 全作詞・作曲: AIKO。 |                                 |           |            |                |      |
| #                    | タイトル                        | 作詞      | 作曲・編曲 | 編曲           | 時間 |
| 1.                   | 「恋をしたのは」                | AIKO      | AIKO       | Kano Kawashima | 6:02 |
| 2.                   | 「夏バテ」                      | AIKO      | AIKO       | Kano Kawashima | 4:41 |
| 3.                   | 「微熱」                        | AIKO      | AIKO       | OSTER project  | 5:28 |
| 4.                   | 「恋をしたのは (instrumental)」 | AIKO      | AIKO       | Kano Kawashima | 5:55 |
| 合計時間:            | 合計時間:                       | 合計時間: | 22:06      |                |      |

## テレビ出演
表題曲を歌唱した音楽番組は、下記の通り。
- 2016年9月25日放送『COUNT DOWN TV』（TBS系）

2番がカットされているほか、イントロ・アウトロも短縮されている。
- 2016年10月1日放送『リクエストLIVE＠NHK aikoの『何歌う？』』（NHK総合）

番組冒頭にてフルコーラスで歌唱された。
- 2017年7月16日放送『音楽の日2017　第２部』（TBS系）

『CDTV』よりも短い尺で歌唱した。この楽曲を歌う前は、「ボーイフレンド」を歌唱した。